# Кувшинники
Кувшинники (лат. Oxyethira) — род мелких ручейников из семейства Hydroptilidae.

## Распространение
Всесветно, в том числе, на острове Новая Каледония — 26 видов.  

## Описание
Мелкого размера ручейники, антенны примерно из 20-30 сегментов, крылья узкие, покрыты волосками, имеют размах менее 5 мм. Нижнечелюстные щупики самок и самцов состоят из 5 члеников (первые два членика короткие). Личинки живут на дне водоёмов разного типа, альгофаги. В ходе недавней родовой ревизии, проведённой энтомологами А. Уэллс (Alice Wells, Australian Biological Resources Study, Канберра, Австралия) и  К. Йохансон (Kjell Johanson, Swedish Museum of Natural History, Стокгольм, Швеция), было описано 17 новых для науки видов. 

## Систематика
Свыше 200 видов.
подрод Trichoglene
- Oxyethira spinifera Wells & Johanson, 2015
- Oxyethira tiwaka Wells & Johanson, 2015
- Oxyethira perignonica Wells & Johanson, 2015
- Oxyethira abbreviata Wells & Johanson, 2015
- Oxyethira incurvata Wells & Johanson, 2015
- Oxyethira caledoniensis Kelley, 1989
- Oxyethira arok Oláh & Johanson, 2010
- Oxyethira amieu Wells & Johanson, 2015
- Oxyethira houailou Wells & Johanson, 2015
- Oxyethira insularis Kelley, 1989
- Oxyethira parinsularis Wells & Johanson, 2015

подрод Pacificotrichia
- Oxyethira oropedion Kelley, 1989
- Oxyethira quadrata Wells & Johanson, 2015
- Oxyethira dorsennus Kelley, 1989
- Oxyethira indorsennus Kelley, 1989
- Oxyethira rougensis Wells & Johanson, 2015
- Oxyethira mouirange Wells & Johanson, 2015
- Oxyethira ouenghi Wells & Johanson, 2015
- Oxyethira enigmatica Wells & Johanson, 2015
- Oxyethira melasma Kelley, 1989
- Oxyethira nehoue Wells & Johanson, 2015
- Oxyethira scutica Kelley, 1989
- Oxyethira spicula Wells & Johanson, 2015
- Oxyethira digitata Wells & Johanson, 2015

подрод Dampfitrichia
- Oxyethira incana Ulmer, 1906

другие
- Oxyethira macropennis Wells & Johanson, 2015